# Waeringoscorpio
Genre
Waeringoscorpio est un genre fossile de scorpions de la famille des Proscorpiidae.
Selon Paleobiology Database et GBIF, ce genre est synonyme de Labriscorpio.

## Répartition
Les espèces de ce genre ont été découvertes en Allemagne. Elles datent du Dévonien.

## Liste des espèces
Selon World Spider Catalog 20.5 :
- † Waeringoscorpio hefteri Størmer, 1970
- † Waeringoscorpio westerwaldensis Poschmann, Dunlop, Kamenz & Scholtz, 2008

## Étymologie
Ce genre est nommé en l'honneur d'Erik Norman Kjellesvig-Waering.

## Publication originale
- (en) Størmer, « Arthropods from the Lower Devonian (Lower Emsian) of Alken an der Mosel, Germany. Part 1: Arachnida », Senckenbergiana Lethaea, 1970, vol. 51, no 4, p. 335-369.